# Abschnittsbefestigung Schanzenberg
Der Abschnittsbefestigung Schanzenberg liegt in einem Ackergrundstück ca. 1300 m nordöstlich von Schaltdorf, einem Gemeindeteil der niederbayerischen Stadt Rottenburg an der Laaber im Landkreis Landshut. Die Anlage wird als Bodendenkmal unter der Aktennummer D-2-7238-0123  im Bayernatlas als „weitgehend verebnete Viereckschanze der späten Latènezeit“ geführt. 600 m südwestlich davon bzw. 700 m nordöstlich von Schaltdorf befindet sich eine zweite Viereckschanze, die als Bodendenkmal unter der Aktennummer D-2-7238-0131 als „verebnetes viereckiges Grabenwerk vor- und frühgeschichtlicher Zeitstellung, wohl Viereckschanze der späten Latènezeit“ aufgeführt wird.

## Beschreibung
Die Abschnittsbefestigung  liegt auf einem Südhang eines nach Westen und zur Großen Laber gerichteten Bergrückens. Diese Höhenburganlage hat die Ausmaße von 60 × 70 m und hebt sich von dem Ackerboden nur mehr geringfügig ab. Nach dem Urkataster von Bayern waren um 1830 noch deutliche Randwälle erkennbar.